# Thunder dolphin
Thunder dolphin est un parcours de montagnes russes se situant à Tokyo Dome City Attractions, un parc d'attractions japonais situé dans la ville de Tokyo. C'est le 9e plus haut circuit de montagnes russes du monde.

## Description
Ces montagnes russes ont la particularité d'être en plein centre de Tōkyō, elles traversent le haut d'un centre commercial et le milieu d'une grande roue. Le prix d'entrée est de 1 500 yens.

## Caractéristiques
- Hauteur maximale : 80 mètres
- Vitesse maximale : 130 km/h
- Longueur : 1,07 km
- Plus forte inclinaison de la descente : 80°
- Accélération maximale : 4,5 g